# Biton zederbaueri
Biton zederbaueri är en spindeldjursart som först beskrevs av Werner 1905.  Biton zederbaueri ingår i släktet Biton och familjen Daesiidae. Inga underarter finns listade.